# Patrick Grainville
Patrick Grainville (n. 1 iunie 1947, Villers-sur-Mer, Basse-Normandie, Franța) a fost un scriitor francez. 
Și-a petrecut copilăria în Villerville, un mic oraș situat la est de Deauville. Profesor asociat de litere, a primit premiul Goncourt în 1976, la 29 de ani, pentru al patrulea său roman, Les Flamboyants.
A scris mult despre Africa, unde a întreprins o misiune de cooperare. Este profesor de franceză la Lycée Évariste Galois din Sartrouville.
Grainville este, de asemenea, critic literar pentru Le Figaro. În 2018 a fost ales la Academia Franceză.

## Biografie
Grainville și-a petrecut copilăria în Normandia, mergând regulat la vânătoare și braconaj cu tatăl său, om de afaceri și primar al orașului Villerville. A urmat liceul André Maurois din Deauville, apoi Malherbe din Caen, înainte de a fi admis în învățământul superior la Lycée Henri-IV și la Sorbona, unde s-a pregătit pentru examenul de admitere în funcție publică. La vârsta de 19 ani, Grainville a scris primul manuscris, apoi la 25 de ani a publicat primul roman, La Toison, care a fost imediat acceptat de editura Gallimard. Cu puțin timp înainte de a muri, Henry de Montherlant i-a prezis un viitor mare și i-a lăudat stilul specific. Cu următorul său roman, La Lisière, a eșuat în a câștiga premiul Goncourt în 1973, la a cincea tură de vot, împotriva romanului L'Ogre de Jacques Chessex, spre marea dezamăgire a lui Michel Tournier, care l-a susținut în juriu.